# Баффало-Крик (индейская резервация)
Баффало-Крик (англ. Buffalo Creek Reservation) — бывшая индейская резервация ирокезоязычного племени сенека, образованная после окончания Войны за независимость США в 1797 году. Располагалась на северо-западе штата Нью-Йорк в центральной части округа Эри, США. На момент своего создания резервация включала большую часть современного города Буффало и юг нынешнего города Чиктовага.

## История
Сенека захватили территорию на западе современного американского штата Нью-Йорк в результате Бобровых войн с период с 1660-го по 1690 год. Во время колониальных войн они часто выступали на стороне Британской империи. Во время Американской революции сенека поддержали британцев, также, как и большинство мохоков, кайюга и онондага. Онайда и тускарора присоединились к повстанцам — для конфедерации ирокезов война белых вылилась в гражданскую войну.
После заключения Парижского мира индейский союз окончательно распалась и большинство сенека осели на западе штата Нью-Йорк и северо-западе Пенсильвании. Группа, возглавляемая вождём Сайенкератой, поселилась в районе реки Буффало. Поскольку сенека были союзниками британцев, США вынудили их уступить большую часть своей территории. 11 ноября 1794 года племя подписало договор Канандайгуа с правительством Соединённых Штатов, согласно которому, оно сохраняло пять участков земли, один из которых, включал резервацию Баффало-Крик.
В 1817 году в резервации проживало около 700 сенека, 16 манси-делаваров и несколько онондага и кайюга. Её площадь составляла 202 км². Во время периода переселения индейцев в 1830-х годах Ogden Land Company вела переговоры о праве покупки всех оставшихся земель племени в штате Нью-Йорк. Представители компании пытались убедить вождей сенека подписать договор и переехать в Канзас. В 1838 году был подписан договор, по условиям которого, индейцы продавали все свои резервации на западе штата. Сенека смогли опротестовать это соглашение и в 1842 году был подписан новый договор, который предусматривал продажу лишь двух резерваций — Баффало-Крик и Тонаванды; Аллегейни, Каттарогас и Ойл-Спрингс удалось сохранить. Сенека из Тонаванды, которые не присутствовали на разбирательстве договора в 1842 году, возражали против переезда. В 1857 они выкупили большую часть своей резервации на деньги, отложенные на их переезд в Канзас. Таким образом, была упразднена лишь резервация Баффало-Крик. Некоторые семьи индейцев переехали в Канзас, однако большинство переселились в другие резервации штата.